# Klaudia Słowińska
Klaudia Słowińska, född den 13 augusti 1999, är en polsk fotbollsspelare.
Klaudia Słowińska inledde sin seniorkarriär med spel i Sztorm Gdańsk år 2014. Hon har även spelat för AP Orlen Gdańsk innan hon 2023 värvades av GKS Katowice. Hon har även representerat det polska damlandslaget där hon debuterade år 2024.